# 雷德瓦爾 (科羅拉多州)
雷德瓦爾（英語：Redvale）是位於美國科羅拉多州蒙特羅斯縣的一個人口普查指定地區。

## 地理
雷德瓦爾的座標為38°10′29″N 108°25′04″W / 38.17472°N 108.41778°W，而該地最高點為海拔高度1976米（即6483英尺）。

## 人口
根據2010年美國人口普查的數據，雷德瓦爾的面積為12.12平方千米，均為陸地。當地共有人口243人，而人口密度為每平方千米20人。